# جبل مجعف (العدين)

تعديل مصدري - تعديل

جبل مجعف محلة تابعة لقرية المراكب، التابعة لعزلة خباز بمديرية العدين إحدى مديريات محافظة إب في الجمهورية اليمنية.، بلغ تعداد سكانها 47 حسب تعداد اليمن لعام 2004.